# Ford GT40

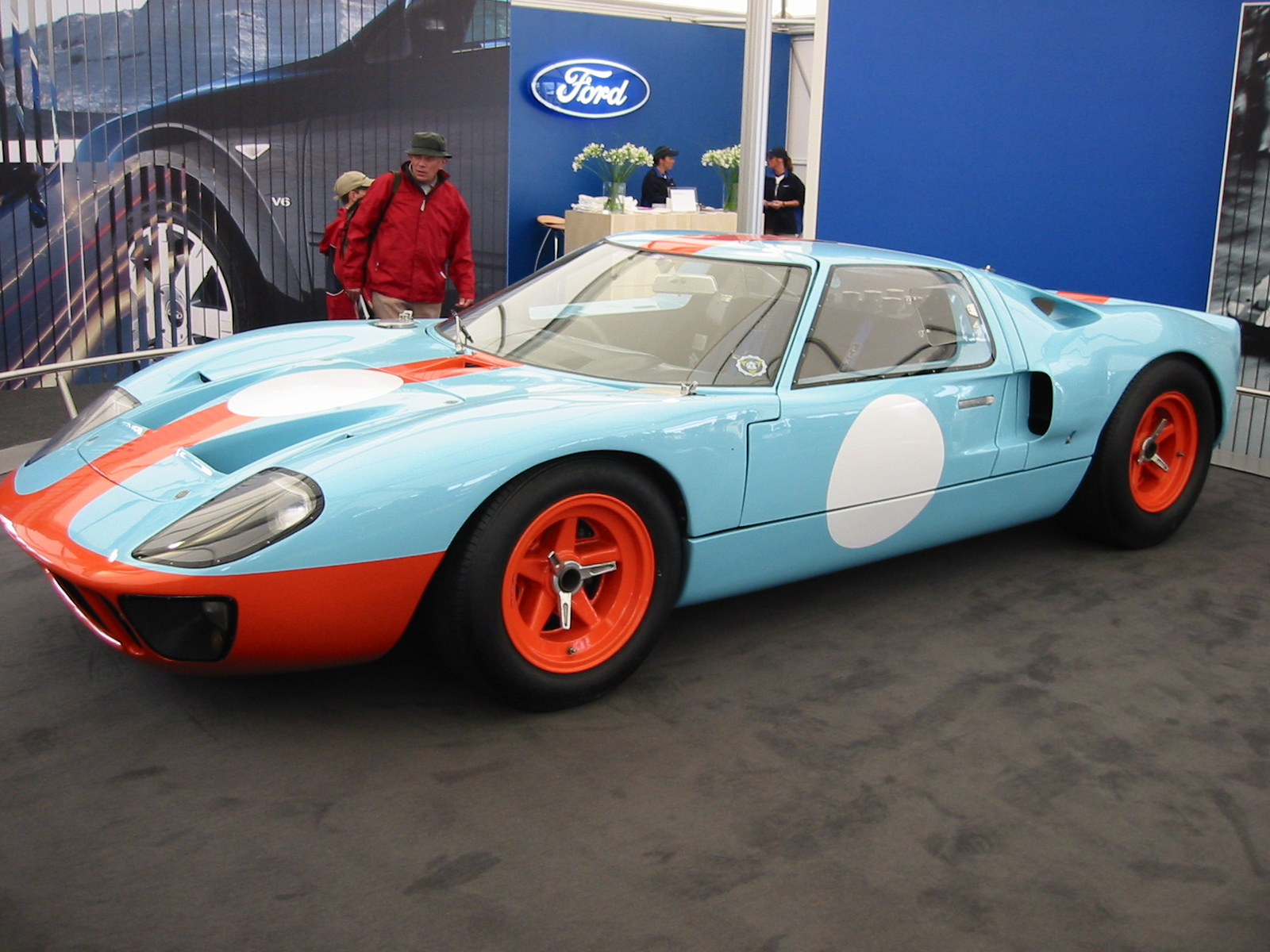
Un Ford GT40

Ford GT40 este o mașină de curse care a ieșit învingătoare patru ani consecutiv în circuitul de la Le Mans, începând cu anul 1966. Numele provine de la clasa în care a fost încadrata, Grand Touring (deși nu a fost vreodată omologată), iar 40 reprezintă înalțimea automobilului în inci (echivalentul a 1.02 metri). În total, între 1964 și 1968, au fost construite 134 de exemplare.
Participarea Ford în circuitul de la Le Mans are la bază o bătălie a orgoliilor. Legenda spune că Henry Ford al II-lea a vrut să-i demonstreze lui Enzo Ferrari că și mașinile sale sunt “material de curse” (Ferrari înregistrase 6 victorii consecutive la Le Mans) și să-și ia revanșa pentru eșecul suferit în tentativa de a achiziționa producătorul italian în anul precedent.
Pentru că cei mai buni ingineri și designeri de mașini de curse puteau fi găsiți la momentul respectiv doar în Marea Britanie, acolo va trimite Ford o echipă de recrutare din care făceau parte Roy Lunn, Ray Geddes și Carroll Shelby (celebrul american, pilot de curse și constructor de mașini). Celor trei li se vor alătura John Wyer, fostul racing team manager al Aston Martin și, mai ales, Eric Broadley, fondatorul Lola Cars, cu care Ford semnează un contract pe doi ani și de la care cumpără două prototipuri. Primul model Ford GT40 se bazează pe unul dintre prototipurile Lola, ce avea deja un design similar, și este propulsat de un motor V8, cu o capacitate de 4,7 litri și capabil de o viteză maximă de 321,8 km/h.
În ciuda tuturor eforturilor, GT40 nu va câștiga la Le Mans în 1964, anul în care apare primul model și nici anul următor, când Shelby preia conducerea echipei, deși ia marele premiu la Daytona și argintul la Sebring.
1966 este momentul de început al dominației Ford la Le Mans, ce va dura patru ani. Participantul din acel an este o versiune modificată, cu un motor de 7 litri și un șasiu tip fagure, din aliminiu, produsă în SUA. Pe locul al II-lea va termina cursa tot un GT40, după o serie de momente de tensiune, în care conducerea echipei încearcă să ia cea mai bună decizie în privința învingătorului. La doar căteva secunde distanță de Finish, pilotul de top al Ford, Ken Miles, a cărui mașină conducea în realitate, se opune hotărârii finale a oficialilor de a împărți prima poziție pe podium și frânează. Două luni mai tarziu, Miles își va găsi sfârșitul la volanul unui GT40 îmbunătățit, fără a fi reușit performanța de a câștiga la Sebring, Daytona și Le Mans în același an.
Recunoscând popularitatea automobilului, Ford decide să-l aducă și pe șosele. Prețul ridicat (aproape 6500 GBP, apropiat de cel al unei locuințe la vremea respectivă) face, totuși, ca cererile să nu abunde. În schimb, suita de replici vândute este impresionantă, cele mai multe fiind produse în Africa de Sud.
În 2004, Ford decide să aducă un omagiu modelului GT40, producând Ford GT în 4038 de exemplare, ca parte a proiectului său intitulat „Retrofuturism”.